# Leaf Palm Hand
Leaf Palm Hand ist ein Album mit frei improvisierter Musik von Cecil Taylor und Tony Oxley. Es handelt sich um einen Konzertmitschnitt, der am 17. Juli 1988 in der Kongresshalle Berlin entstand.

## Entstehungsgeschichte
Der amerikanische Pianist Cecil Taylor, eine der Zentralfiguren des Free Jazz, und der britische Schlagzeuger Tony Oxley waren sich einmal 1969 in Ronnie Scott’s Jazz Club begegnet, als Taylor dort mit seinem Quartett (mit den Saxophonisten Jimmy Lyons und Sam Rivers und dem Schlagzeuger Andrew Cyrille) Aufnahmen für die BBC machte, hatten damals aber nicht miteinander gespielt. 1988 regte der Gründer der Fachzeitschrift The Wire – Anthony Wood – an, dass die beiden Musiker im Herbst 1988 auf Tournee gehen sollten. „Er kannte beide persönlich und wusste, dass sie in der Szene durchaus als ›schwierig‹ galten. Er setzte auf die spontane Kreativität der Musiker, war sich der emotionalen Risiken bewusst und bereitete sie unabhängig voneinander auf ihre Begegnung vor.“ Die Gelegenheit für ein erstes gemeinsames Konzert der beiden Musiker ergab sich im Rahmen der Konzertreihe Improvised Music II/88, die das Plattenlabel FMP im Rahmen der EU-Kulturhauptstadt-Aktivitäten von West-Berlin veranstaltete. Geplant und realisiert wurde eine Reihe von Veranstaltungen um Cecil Taylor als dem führenden amerikanischen Free-Jazz-Musiker, von einem Solokonzert über Duo-Begegnungen Taylors mit europäischen Instrumentalisten bis hin zur eigens zusammengestellten Großformation European Orchestra. Am letzten Konzerttag fand die erste musikalische Begegnung von Taylor und Oxley statt, die seitdem bis zum Tode Taylors zusammenarbeiteten.

## Die Musik
Auf der Bühne der Kongresshalle standen der Konzertflügel und das Schlagzeug so weit auseinander, dass die Musiker zur Kommunikation akustische Monitore benötigten. Doch bereits „der erste Klavierton elektrisierte Oxley.“ Er begriff die ersten Töne als „ein intuitives Versprechen, das musikalische Gemeinsamkeiten signalisierte.“ Dem Oxley-Biographen Ulrich Kurth zufolge geht die Kommunikation zwischen Taylor und Oxley „von musikalischen Gemeinsamkeiten aus, die freilich oft in virtuoser und emotionaler Ekstase kaum noch analytisch verfolgt werden können.“ Mittel der Kommunikation sind beispielsweise Thema und Variation, Call and Response und motivische Kettenassoziationen.
Deutlich wird das am Titelstück „Leaf Palm Hand“, einer über 42 Minuten dauernden tour de force. Am Anfang stellt Taylor eine Motivzelle im tiefen Register des Flügels vor, die call and response im Oktavabstand darstellt, die er weitertreibt, bis sie „in stochastischen Lauffragmenten zu verebben scheint.“ Nach einem kurzen Zwischenspiel Taylors im mittleren Register geht die Bewegung in tiefen Klangflächen weiter, gegen die Oxley Beckenklänge setzt. „Die Struktur der folgenden Motivzellen (4') leitet feinsinnige Interaktionen zwischen den Musikern ein, aus denen sie einen großen dynamischen Bogen spannen“, in dem die Spannung weiter zunimmt. „Diese Steigerungen ergeben sich häufig aus repetierten Rhythmusfragmenten in schimmernden Klangstrukturen, die nach 19 Minuten einen ersten dynamischen Höhepunkt erreichen, mit rasenden Clustern und fein strukturierten Trommelwirbeln.“ Nach einem Decrescendo, in dem der schnelle Puls aber beibehalten wird, „erscheinen immer wieder rhythmische Spielfiguren, die an vertrautes Jazzterrain erinnern – und gleich in Klangwolken aufgelöst werden.“ Beide Spieler greifen nun auf polyrhythmische Strukturen zurück, die die Kommunikation zuspitzen. „Nach 31 Minuten folgt eine neoklassisch anmutende Passage, in der Taylor beinahe traditionell Piano spielt und Oxley verschiedene Klangbereiche seines Schlagzeugs zu sezieren scheint.“ Dann spielen beide rhythmisch synchron und erzeugen gemeinsam „ein Kaleidoskop irisierender Klangflächen. Der Schluss mit seinen geradezu wehmütigen Erinnerungen an die gesteigerte Bewegung (›lyrische Cluster‹, verklingende Becken) erscheint logisch erreicht.“
Die Musiker mussten mehrere Zugaben geben; eine davon war „Chimes“. Diese Miniatur mit ihrem chromatischen Grundmotiv besitzt zwei dynamische Ebenen: „In einem impressionistisch anmutenden Akkordverlauf über eine große Septime im mittleren Register setzt Taylor attacca mit einzelnen Tönen und Oktaven einen dynamischen Gegensatz, der wie ein Blitz wirkt.“ Diese Gegensätze greift Oxley mit sparsamen Perkussionsklängen auf, teilweise finden beide zu einem gemeinsamen Puls.

## Titelliste
1. Stylobate 1 – 17:26
2. Leaf Palm Hand – 42:20
3. Chimes (Cecil Taylor) – 3:50
4. Stylobate 2 – 3:23
5. The Old Canal (Taylor) – 2:42

Wenn nicht anders angegeben, stammen die Kompositionen von Cecil Taylor und Tony Oxley.

## Editionsgeschichte
Das Album wurde von FMP sowohl einzeln veröffentlicht als auch in einer Gesamtedition mit zehn weiteren Mitschnitten, die im Sommer 1988 in Berlin von Konzerten mit Cecil Taylor entstanden. 2008 ist das Album vom Label JazzWerkstatt neu aufgelegt worden.

## Kritiken
Bert Noglik schreibt in den Liner Notes des Albums: „Sie spielen ganz dicht miteinander, verfolge einer des anderen musikalische Bewegung – fast wie zwei Zugvögel, die Schwingungskurven mit biologischem Instinkt synchron ausgestalten.“ Das Album sei kein Versuch, „sich auf kleinsten gemeinsamen Nenner zu treffen, sondern eine auf musikalischer Identität beruhende Öffnung von beiden Seiten aus, die für sich in Anspruch nehmen kann, aktuelles Klangbewusstsein zu manifestieren.“  … „Die Gleichförmigkeit rhythmischer Muster durchbrechend, gelang es zugleich, das Gefühl für Kontinuität und Intensität zu steigern.“
Richard Cook und Brian Morton verliehen dem Album im The Penguin Guide to Jazz die Höchstbewertung. Das Album sei wie auch die damals entstandenen Mitschnitte mit Derek Bailey, Tristan Honsinger, Evan Parker, Han Bennink und Louis Moholo ein „exzellentes Beispiel für Taylors adaptive Fertigkeiten“.
Thom Jurek, der dem Album für Allmusic viereinhalb von fünf Sternen gab, stellt fest, dass es im ganzen Set kein Nachlassen in der Intensität des Zusammenspiels gebe. „Es handelt sich um eine der melodischsten Improvisationen, die Cecil Taylor vorgelegt hat.“ Brand Reiter stellt angesichts der Neuausgabe für All About Jazz fest, dass es sich um Musik handele, die sowohl unerbittlich neuartig als auch seltsam stetig sei.
Joe Pierre hält in seiner Kritik für Amazon das Album für einen „Höhepunkt“ in der Reihe der Berliner Begegnungen Taylors mit europäischen Musikern aus dem Jahr 1988, die FMP dokumentierte – Leaf Palm Hand sei keine „Studie von Kontrasten, sondern von Harmonie“ (soweit man bei den Musikern diesen Begriff verwenden könne).